# 秋海棠科
秋海棠科（學名：Begoniaceae）共有2属约1400余种，广泛分布在全球各地的热带和亚热带地区，其中夏威夷秋海棠属只有一种生长在夏威夷群岛，其余的种类都属于秋海棠属。中国有约170种。秋海棠科几乎每年都有新种被发现，因此种类尚不只这些。有许多种类被栽培作为观赏花卉。

## 分類背景
克朗奎斯特分类法将秋海棠科分入堇菜目，分为三属：Begonia（秋海棠屬）、Symbegonia（新幾內亞屬）和Hillebrandia（夏威夷群島屬）。最新的APG 分类法根据基因亲缘关系将秋海棠科列入葫芦目，并将生长在新几内亚的Symbegonia属和秋海棠属合并。

## 中国的秋海棠
秋海棠属植物在中国的自然分布比较丰富，已报道的种类有224种，还不断有新种发表。在中国大陆，秋海棠属植物主要分布于西南部，尤其是在云南东南部和广西西部，其种类最为丰富。 

## 台灣原生種
根據2005年研究報導，台灣原生秋海棠計有17種：圓果秋海棠（B. longifolia）、南台灣秋海棠（B. austrotaiwanensis）、武威山秋海棠（B. ×buimontana）、溪頭秋海棠（B. chi-toensis）、蘭嶼秋海棠（B. fenicis）、水鴨腳（B. formosana）、巒大秋海棠（B. palmate）、鹿谷秋海棠（B.lukuana）、南投秋海棠（B. nantoensis）、岩生秋海棠（B.ravenii）、台灣秋海棠（B. taiwaniana）、台北秋海棠（B. ×tai-peiensis）、九九峰秋海棠（B. bouffordii）、出雲山秋海棠（B. chuyunshanensis）、坪林秋海棠（B. pinglinensis）、藤枝秋海棠（B. tengchiana）及霧台秋海棠（B. wutaiana）。秋海棠在台灣不但多樣性相當高，其中高達75％以上屬於台灣特有種。植物的雜交是增加物種多樣性和遺傳穩定性非常重要的過程，而台灣產秋海棠屬植物天然雜交比例相當高。

## 植物特徵
本科植物多为一年生或多年草本，也有灌木，罕小乔木，茎常有节；单叶互生，有托叶；花单性，雌雄同株，辐射对称或两侧对称；果实为蒴果或浆果。秋海棠是台灣中低海拔林下，最能適應陰暗、潮濕環境的一群植物。秋海棠的葉片，不論從外表形狀、顏色、質地到圖案樣式，屢屢讓人感到讚嘆，很少有其他種類的植物差堪比擬，因此是園藝產業中極具商業價值的明星物種，迄今全世界出現超過10,000種以上的雜交和栽培品系，其變化之大恐怕遠遠超出人們的想像。

## 食用價值
許多秋海棠可供蔬菜及藥用，例如蘭嶼島上「涼拌蘭嶼秋海棠」用的就是蘭嶼秋海棠的葉柄，加上鳳梨與美奶滋涼拌，秋海棠特殊的酸味有著野菜獨特的清爽，
絕對是一道值得嘗試的風味佳餚。

## 圖片說明

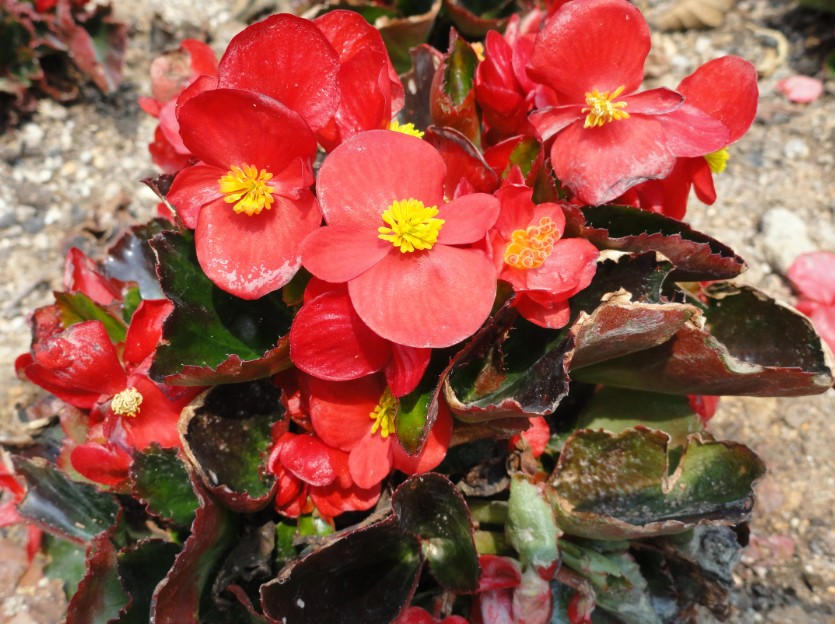
植于厦门万石植物园的四季海棠（秋海棠科）

## 引文出處
1. ↑  . 植物通.   [2020-11-08]. （原始内容存档于2020-11-09）.
2. 1 2 3  . （原始内容存档于2020-09-24）.